# Архиепархия Монреаля
Архиепархия Монреаля (лат. Archidioecesis Marianopolitana) — архиепархия Римско-Католической церкви с центром в городе Монреаль, Канада. В митрополию Монреаля входят епархии Валлифилда, Жольета, Сен-Жана — Лонгёя и Сен-Жерома. Кафедральным собором архиепархии является собор Пресвятой Девы Марии. С 1825 по 1852 год кафедральным собором являлась церковь святого Иакова. 

## История
13 мая 1836 года Римский папа Григорий XVI издал бреве Apostolici ministerii, которым учредил епархию Монреаля, выделив её из архиепархии Квебека. 25 июня 1847 года и 8 июня 1852 года епархия Монреаля уступила часть своей территории епархии Байтауна (сегодня — Архиепархия Оттавы) и епархии Сент-Иасента.
8 июня 1886 года епархия Монреаля была возведена в ранг архиепархии.
5 апреля 1892 года, 27 января 1904 года, 9 июня 1933 года и 23 июня 1951 года архиепархия Монреаля уступила часть своей территории епархиям Валлифилда, Жольета, Сен-Жан-де-Квебек (сегодня — Епархия Сен-Жана — Лонгёя) и Сен-Жерома.

## Ординарии архиепархии
- епископ Jean-Jacques Lartigue (13.05.1836 — 19.04.1840)
- епископ Ignace Bourget (19.04.1840 — 26.06.1876)
- архиепископ Эдуард-Шарль Фабр (11.05.1876 — 30.12.1896)
- архиепископ Louis Joseph Napoléon Paul Bruchési (25.06.1897 — 20.09.1939)
- архиепископ George Gauthier (18.10.1921 — 31.08.1940)
- архиепископ Joseph Charbonneau (31.08.1940 — 9.02.1950)
- кардинал Поль-Эмиль Леже (25.03.1950 — 20.04.1968)
- кардинал Поль Грегуар (20.04.1968 — 17.03.1990)
- кардинал Жан-Клод Тюркотт (17.03.1990 — 20.03.2012)
- архиепископ Кристиан Лепин (20.03.2012 — по настоящее время)

## Источник
- Annuario Pontificio, Libreria Editrice Vaticana, Città del Vaticano, 2003, ISBN 88-209-7422-3
- Бреве Apostolici ministerii, Raffaele de Martinis, Iuris pontificii de propaganda fide. Pars prima, Tomo V, Romae 1893, стр. 156  (лат.)